# DJ107L
A DJ107L közút Torda és Oláhléta közötti megyei út Romániában. 

## Leírása
Az út Tordáról indul, áthalad Szind, Magyarpeterd és Pusztaszentkirály falvakon, és Oláhlétán ér véget. Teljes hossza 30,95 kilométer. Az évente megrendezett Avram Iancu rali útvonala áthalad az út egyes szakaszain. 2011–12-ben az út felújítását tervezték, de ez nem valósult meg.